# Otto Leers
Otto Hermann Josef Leers (* 12. März 1875 in Heidelberg; † 30. Dezember 1942 in Freiburg im Breisgau) war ein deutscher Jurist, Ministerialbeamter und Politiker (DDP).

## Leben
Nach dem Abitur 1894 leistete Leers bis 1895 Militärdienst als Einjährig-Freiwilliger. Im Anschluss nahm er ein Studium der Rechtswissenschaft an den Universitäten in München, Berlin und Heidelberg auf, das er 1899 mit der Ersten Juristischen Staatsprüfung beendete. Während seines Studiums schloss er sich in Heidelberg der Verbindung Rupertia an. Er war ab Frühjahr 1899 Rechtspraktikant, trat im gleichen Jahr in den Badischen Staatsdienst ein und absolvierte in der Folgezeit das Referendariat. 1902 bestand er die Zweite Juristische Staatsprüfung.
Leers arbeitete von 1906 bis 1908 als Amtmann in Bruchsal und übte diese Funktion anschließend in Konstanz aus. Er war ab 1911 als wissenschaftlicher Mitarbeiter im Badischen Innenministerium in Karlsruhe tätig und wurde dort 1913 zum Regierungsrat ernannt. Im August 1917 wurde er zum Oberamtmann befördert und fungierte sodann als Amtsvorstand beim Bezirksamt Triberg. Im Juli 1919 kehrte er als Ministerialrat ins Badische Innenministerium zurück, wo er im November 1921 die Ernennung zum Ministerialdirektor erhielt. 1932 erfolgte seine Versetzung in den einstweiligen Ruhestand.
Vom 23. November 1926 bis zu seinem Rücktritt am 20. November 1929 amtierte Leers als Minister für Kultus und Unterricht in der Staatsregierung der Republik Baden. Bei der Landtagswahl im Oktober 1929 wurde er für die DDP in den Landtag der Republik Baden gewählt, dem er bis zu seiner Mandatsniederlegung am 11. April 1932 angehörte. Als Abgeordneter rückte für ihn Leopold Neumann nach.
Von 1932 bis 1934 war Leers Präsident des Deutschen Bühnenvereins.